# Donaceus
Donaceus är ett släkte av tvåvingar. Donaceus ingår i familjen vattenflugor.
Kladogram enligt Catalogue of Life:
| Donaceus | \| \| Donaceus azhari \| \| \| \| \| \| Donaceus nigronotatus \| \| \| \| |
|          | \| \| Donaceus azhari \| \| \| \| \| \| Donaceus nigronotatus \| \| \| \| |
|          | Donaceus azhari                                                           |
|          |                                                                           |
|          | Donaceus nigronotatus                                                     |
|          |                                                                           |